# Carmelo de Echegaray
Carmelo de Echegaray Corta (Azpeitia, 3 de julio de 1865-Guernica, 4 de noviembre de 1925)  fue un escritor e historiador español, estudioso de la historia y la foralidad vasca. A Echegaray, que investigó los Archivos municipales de Guipúzcoa, se le otorgó el título de cronista de las Provincias Vascongadas en 1896. Escribió obras como el ensayo histórico Las provincias vascongadas a fines de la Edad Media, las Investigaciones históricas referentes a Guipúzcoa, los Trabajos de un cronista, De mi país: miscelánea histórica y literaria, Los archivos municipales como fuentes de la historia de Guipúzcoa y Villafranca de Guipúzcoa. Monografía histórica, además de numerosos artículos en revistas especializadas y prólogos de muchas obras literarias.
Echegaray jugó un importante papel en la literatura en lengua vasca, como autor, poeta, comentarista y consultor en temas de filología. Realizó un uso regular del euskera en todos sus trabajos, realizando en lengua vasca discursos, conferencias y trabajos presentados a certámenes, a los cuales acudió hasta el mismo año de su muerte. Realizó críticas sobre la obra en vasco de escritores como Bilintx y Otaegui que publicaron en las revistas Euskal-Erria y Euskalerriaren-alde. Fue académico de la Real Academia de la Lengua Vasca y de la Real Academia de la Historia y delegado regio de Bellas Artes en Guipúzcoa.
Participó en la dirección de la Junta de Cultura Vasca de Vizcaya, en el Consejo de la revista Euskalerriaren-alde y en la Sociedad de Estudios Vascos, a cuya Junta Permanente perteneció desde su creación.

## Biografía
Carmelo de Echegaray Corta nació el 3 de julio de 1865 en la localidad guipuzcoana de Azpeitia en el País Vasco (España) en el seno de una familia humilde. Al morir su padre, que trabajaba como capitán del puerto de Zumaya, en abril de 1880 el joven Carmelo fue a vivir con un tío suyo a la ciudad cántabra de Santander donde permaneció hasta 1883 realizando estudios sobre lengua francesa, inglesa y economía política}. La muerte de su tío hace que se traslade a San Sebastián en 1884 comenzando a trabajar en la Diputación Foral de Guipúzcoa como empleado. En Santander conoció a Menéndez y Pelayo a quien le unió una gran amistad y tuvo gran influencia en él.
En 1883 se presentó con una obra poética en euskera a los Juegos Florales Eúskaros de San Sebastián obteniendo premios en ellos. El jurado de ese certamen intercedió en la Diputación Foral para conseguir que Carmelo accediera a una plaza en las oficinas de la institución.
Desde 1884 hasta 1896 realizó tareas de ordenamiento de archivos y de bibliotecario así como de historiador, sobre todo a partir de 1892, con motivo de un trabajo de exploración de los archivos de la Corte encargado por el organismo foral.
Echegaray realizó diferentes tipos de trabajos, desde los históricos hasta los puramente técnicos, como una memoria en la que expresaba que debía procederse al arreglo de los archivos municipales con sujeción a un método uniforme, Archivos municipales de Guipúzcoa, que presentó en octubre de 1891 y publicó en 1898. También realizó informes de biblioteconomía como los encargados por Diputación Foral de Vizcaya en 1898 sobre la Biblioteca de Sagarmínaga que constaba de plan de catalogación y posible promoción social del fondo de la misma o el realizado en 1906, pero publicado en 1931, sobre los manuscritos procedentes de la Biblioteca del Príncipe Luis L. Bonaparte que trataba sobre el valor, la conservación y el orden de dichos fondos manuscritos que trataban sobre todo en lo referente a dialectos y subdialectos de la lengua vasca. 
En 1896 se traslada a Guernica para poder trabajar en un encargo de la Diputación Foral de Vizcaya. Allí permaneció hasta su muerte el 4 de noviembre de 1925.
El 1 de febrero de 1913 publicó en el periódico El Pueblo Vasco una carta al director bajo el seudónimo de "Hortensio" titulada "Gérmenes Disolventes" donde criticaba duramente la decisión municipal de Guernica de facilitar el establecimiento de la empresa eibarresa Esperanza y Unceta en la población para dar comienzo así a la industrialización de la misma. Esta crítica se realizaba sobre la base de la ideología de izquierda y fuerte conciencia política vinculada con el movimiento obrero que los trabajadores eibarreses poseían.

## Su trabajo de historiador
Aún sin una base fuerte en su formación Carmelo de Echegaray fue capaz de destacar en el estudio y la investigación histórica y en el hacer como documentalista  alcanzando un gran prestigio intelectual. Su amigo y maestro Menéndez Pelayo, consideraba que su capacidad investigadora y crítica no tenía en su época en España comparación posible. 
El trabajo de Echegaray está basado en el dato por lo que se pretende científica por el método que se utiliza. Entiende a la comunidad como la suma de individuos que cuando actúan se constituye el sujeto histórico con comportamientos no corresponde a  opciones particulares, más o menos coyunturales y aleatorias, sino de decisiones explicables con arreglo a razón y a concretas fuerzas espirituales mediante las que se va construyendo el devenir común. La primacía del dato como base histórica hace que se enlacen los trabajos realizados directamente con las fuentes documentales. Los trabajos de Echegaray fueron realizados por iniciativa propia o por encargos institucionales o de sociedades culturales como  la Sociedad de Estudios Vascos.
El método utilizado para la realización de las investigaciones era comenzar por los archivos municipales, eclesiásticos y particulares ampliando después el territorio en búsqueda de más información.
En 1896 se le otorgó el título de cronista de las Provincias Vascongadas por su trabajo de historiador, para el cual siguió la orientación conceptual de Menéndez Pelayo. El trabajo más relevante lo realizó sobre la historia de Guipúzcoa con una serie de libros publicados entre los años 1893 y 1895 que le valieron una especial encomendación de la Real Academia de la Historia.
La labor de Echegaray estuvo muy vinculada con su trabajo en los diversos entes forales. Por petición de estos, redactó numerosos informes para ser utilizados en actuaciones políticas concretas suministrando referencias históricas que sirvieran a los intereses inmediatos de los responsables de las diputaciones forales. Incluso redactó el texto de algunos decretos de las Diputaciones. 
Publicó artículos anónimos o bajo seudónimo en prensa con el propósito de crear, en los medios políticos de la Corte de Madrid, un ambiente favorable al régimen de concierto económico o influir en alguna medida en las decisiones políticas que adoptaban las diferentes administraciones.

## Publicaciones de Echegaray
- Los archivos municipales como fuentes de la historia de Guipúzcoa (San Sebastián, 1905).
- Informe acerca de los documentos referentes a la historia vasca que se contienen en archivos públicos (San Sebastián, 1919).
- Índice de documentos referentes a la historia vasca que se contienen en los archivos de Brujas (San Sebastián, 1929).
- Fuero de repoblación de San Sebastián, concedido por D. Sancho el Sabio, Rey de Navarra. Editado en 1909 en castellano. Traducción del texto original en euskera premiado en las Fiestas Euskaras de San Sebastián de 1906.
- Noticias históricas de San Sebastián, de Rentería y de Deva (1893 Memoria presentada a la Diputación de Guipúzcoa para justificar el encargo que ésta le había hecho de buscar y copiar en archivos nacionales documentos de índole foral).
- Monografía histórica de Villafranca de Guipúzcoa realizada junto a Serapio Múgica 1908.
- Guernica. Síntesis histórica. Realizada con ocasión del III Congreso de Estudios Vascos celebrado en Guernica en 1922 y publicada en Euskalerriaren Alde.
- Los provincias vascongadas a fines de la Edad Media: ensayo histórico. 1895 integrada por tres partes distintas que corresponden a fenómenos sobresalientes de la época medieval en el país vasco: la introducción y difusión del cristianismo, las guerras de bandos y la fundación de villas.
- Apéndice a la obra Noticia de las cosas memorables de Guipúzcoa de D. Pablo de Gorosabel, 1901
- Compendio de las instituciones forales de Guipúzcoa. 1924 posteriormente titulado Epítome de las instituciones forales de Guipúzcoa.
- Las hermandades de Vizcaya en 1394 publicada en 1910 en el Boletín de la Comisión de Monumentos Históricos y Artísticos de Vizcaya.
- Las "ocurrencias de Vizcaya" o causa y consecuencias de la Zamacolada publicada en 1921 en Euskalerriaren Alde.
- El mayorazgo de Oñate: escritura fundacional del mayorazgo de la villa de Oñate en el año de 1149 de la Encarnación del Señor publicada en Euskalerriaren Alde en 1918.
- El concierto económico y los municipios guipuzcoanos, publicada en Euskalerriaren Alde en 1921.
- Leiendak (1879-1891), 1990, Etor.
- Fuero de repoblación de San Sebastián
- San Ignacio en Azpeita: monografía histórica con Juan María Pérez Arregui, 1921.
- Urdaneta y la Conquista de Filipinas, 1907.
- Iztueta conferencia de Don Carmelo de Echegaray, 1905.